# Stary mąż
Stary mąż – komedia Józefa Korzeniowskiego w czterech aktach. Prapremiera odbyła się 11 grudnia 1842.

## Treść

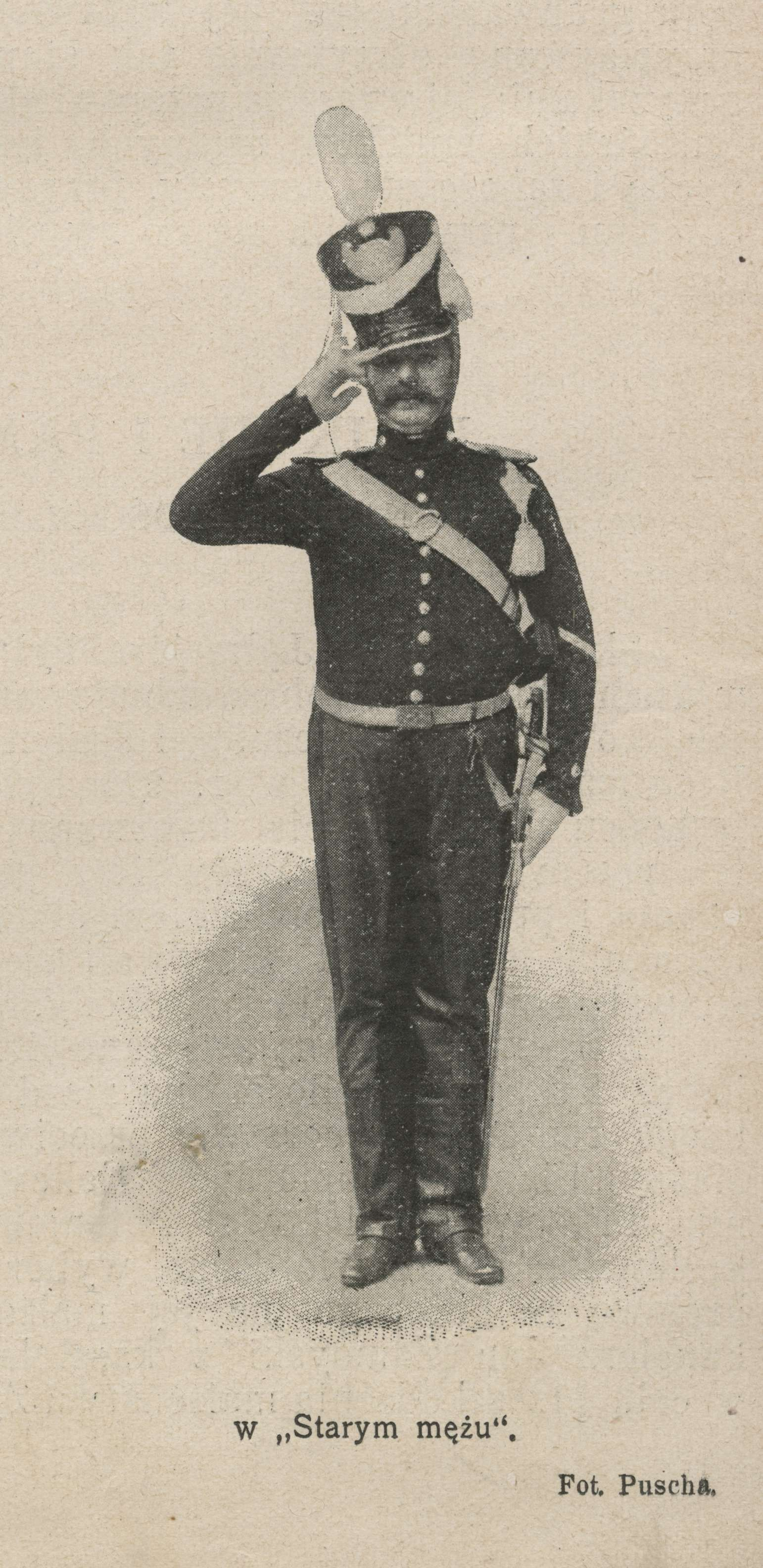
Mieczysław Frenkiel w roli Mateusza (Stary mąż)

Porucznik Stanisław Janikowski boryka się z problemami finansowymi: został mianowany podporucznikiem gwardii, a nie stać go nawet na mundur. Jego los nieoczekiwanie się odwraca: otrzymuje list od sędziego z majątku Horodyszcze w Łuckiem, który nazywa się tak samo jak on: Stanisław Janikowski i z tego względu ofiarowuje mu 2000 zł oraz zaprasza do siebie w odwiedziny. Porucznik Stanisław jedzie do Horodyszcza i zastaje tam swego imiennika: sześćdziesięcioletniego Stanisława Janikowskiego i jego osiemnastoletnią żonę - Józię. Porucznik szybko zyskuje sympatię starego sędziego, jednak zaczyna darzyć uczuciem jego młodą żonę. Będąc jednak człowiekiem honoru, nie rozwija romansu i godzi się na natychmiastowy wyjazd. Stary sędzia, gdy upewnia się, że młodzi zachowali się wobec niego lojalnie, mimo że się wzajemnie kochają - wzywa ich oboje i błogosławi ich związkowi. Wyznaje, że ożenił się z Józią w przekonaniu, że niedługo umrze i poprzez małżeństwo chciał zabezpieczyć jej los. Wkrótce jednak ozdrowiał i nie chce być ciężarem dla młodej dziewczyny. 